# Яременко Олег Володимирович
Олег Володимирович Яременко (нар. 18 червня 1966 - помер 08 лютого 2019 року) — радянський та український футболіст, півзахисник.

## Життєпис
Футбольну кар'єру розпочав у 1984 році в складі «Поділля». За хмельницьку команду в Другій лізі зіграв 19 матчів. З 1985 по 1986 рік виступав у чемпіонаті Хмельницької області за колектив ХВАУ з обласного центру. У 1987 році приєднався до «Зірки». У кіровоградському клубі зіграв 8 матчів у Другій союзній лізі. Наступного року не виступав. У 1989 році приєднався до івановського «Текстильника», у футболці якого зіграв 38 матчів (6 голів) у Другій лізі. Сезон 1990 року розпочав у колективі Другої нижчої ліги «Полісся», але зігравши 5 матчів у чемпіонаті перейшов до іншого клубу з цього ж дивізіону — «Поділля». За хмельницьку команду виступав в останньому розіграші Другої нижчої ліги СРСР. У 1992 році «Поділля» отримало право стартувати в першому розіграші незалежного чемпіонату України серед клубів першої ліги. У команді провів майже 5 сезонів, за цей час у чемпіонатах СРСР та України зіграв 176 матчів та відзначився 27-а голами, також 4 матчі (1 гол) провів у кубку України. Під час зимової перерви сезону 1994/95 років приєднався до «Бажановця». Дебютував за макіївський колектив 1 квітня 1995 року в переможному (3:1) домашньому поєдинку 23-о туру Першої ліги проти ужгородського «Закарпаття». Олег вийшов на поле в стартовому складі та відіграв увесь матч. У складі «Бажановця» зіграв 21 матч у першій лізі.
Напередодні старту сезону 1995/96 років підсилив «Поліграфтехніку». Дебютував у футболці олександрійського колективу 7 серпня 1995 року в переможному (2:1) домашньому поєдинку 2-о туру Першої ліги проти «Темп-Адвісу». Яременко вийшов у стартовому складі та відіграв увесь матч. Вперше у футболці «поліграфів» відзначився 6 вересня 1995 року на 19-й хвилині переможного (2:0) виїзного поєдинку 9-о туру Першої ліги проти рівненського «Вереса». Олег вийшов на поле в стартовому складі та відіграв увесь матч. У команді провів чотири з половиною сезони, за цей час у першій лізі зіграв 148 матчів та відзначився 26-а голами, ще 6 матчів провів за олександрійську команду в кубку України. Під час зимової перерви сезону 1999/00 років перейшов до «Полісся». Дебютував за житомирський колектив 11 березня 2000 року в програному (2:5) домашньому поєдинку 1/16 фіналу кубку України проти полтавської «Ворскли». Олег вийшов на поле в стартовому складі та відіграв увесь матч. У першій лізі дебютував за «Полісся» 15 березня 2000 року в нічийному (0:0) виїзному поєдинку 18-о туру проти вінницької «Ниви». Яременко вийшов на поле в стартовому складі та відіграв увесь матч. У весняно-літній частині сезону в Першій лізі зіграв 16 матчів, ще 1 поєдинок провів у кубку України.
По завершенні сезону 1999/00 років залишив «Ниву» та приєднався до «Рігонди». Дебютуваа за білоцерківський клуб 29 липня 2000 року в програному (1:3) виїзному поєдинку попереднього раунду кубку України проти чернігівської «Десни». Олег вийшов на поле в стартовому складі та відіграв увесь матч. У Другій лізі дебютував за «Рігонду» 12 серпня 2000 року в переможному (2:1) виїзному поєдинку 1-о туру групи Б проти іллічівського «Портовика». Яременко вийшов на поле в стартовому складі та відіграв увесь матч, на 30-й хвилині відзначився першим голом у складі білоцерківців, а також не реалізував пенальті. У «Росі» відіграв два сезони, за цей час у Другій лізі провів 58 матчів та відзначився 11-а голами, ще 5 матчів зіграв у кубку України. Також у 2001 році зіграв три матчі за аматорську «Рігонду-2». По завершенні сезону 2001/02 років закінчив кар'єру футболіста.